# Фернан Піріш
Фернан Піріш (порт. Fernão Pires) — білий португальський винний виноград, що вирощується по всій Португалії, особливо в Тежу та Байрраді, де він також відомий як «Марія Гоміш». З цього сорту виробляють вина з пряно-ароматичним характером хоча часто вони мають ніжні екзотичні фруктові нотки. Як правило, це вино найкраще пити молодим або визрівати до 2 або 3 років. За межами Португалії є кілька значних насаджень у Південній Африці.

## Синоніми
Фернан Піріш також відомий під назвами Camarate, Fernam Pires, Fernan Piriz, Fernão Pirão, Fernao Pires, Fernão Pires do Beco, Gaeiro, Gaieiro, Maria Gomes, та Molinha.

## Дивитися також
- Список португальських сортів винограду